# Jiří Besta
Jiří Besta (* 19. dubna 1999) je český florbalový obránce, reprezentant, vicemistr světa z roku 2022 a mistr Česka ze sezóny 2018/2019. V české nejvyšší soutěži hraje od roku 2016.

## Klubová kariéra
Besta s florbalem začínal v dětství v oddílu FBK Sokol Poruba (později FBK Škorpioni Ostrava). V roce 2013 nejprve na hostování a o rok později nastálo přestoupil do 1. SC Vítkovice. Za Vítkovice začal hrát v Superlize od sezóny 2016/2017. V roce 2018 se s týmem poprvé probojoval do finále, i když do rozhodujících zápasů nezasáhl. V dalším ročníku 2018/2019 již získal první mistrovský titul, ke kterému přispěl mimo jiné brankou a asistencí na vítězný gól v superfinále. Další dvě stříbra získal s Vítkovicemi v sezónách 2020/2021 a 2022/2023.
Následně společně s Adamem Delongem přestoupil do klubu Florbal MB. S Boleslaví v následující sezóně 2023/2024 získal svůj čtvrtý vicemistrovský titul. Na následném Poháru mistrů se jako třetí český tým v historii probojovali do finále.

## Reprezentační kariéra
Za reprezentaci nastoupil Besta poprvé na turnaji Polish Open v září 2019.
Na svém prvním mistrovství, odloženém na rok 2021, získal bronz, první českou mužskou medaili po sedmi letech. Třetí místo vybojoval s českým týmem i na Světových hrách 2022. Na jeho druhém Mistrovství světa v roce 2022 získalo Česko po 18 letech druhou stříbrnou medaili. Besta vstřelil ve vítězném semifinále proti Švýcarsku dva góly. Brankou přispěl také v zápase ve skupině k první české remíze se Švédskem na mistrovství v historii. Nominovaný je i na mistrovství v roce 2024.
Na Euro Floorball Tour v letech 2021 a 2022 s českým týmem podruhé a potřetí v historii porazili Švédsko. Ke třetí výhře přispěl brankou. V listopadu 2023 s týmem potřetí v historii turnaj vyhráli, a Švédsko na něm porazili dosud nejvyšším rozdílem 12:8 a jako první jim nastříleli dvoumístný počet branek, poslední z nich i Besta.
| Umístění | Soutěž                             |
| -------- | ---------------------------------- |
|          | Mistrovství světa ve florbale 2020 |
|          | Florbal na Světových hrách 2022    |
|          | Mistrovství světa ve florbale 2022 |
|          | Mistrovství světa ve florbale 2024 |

## Galerie

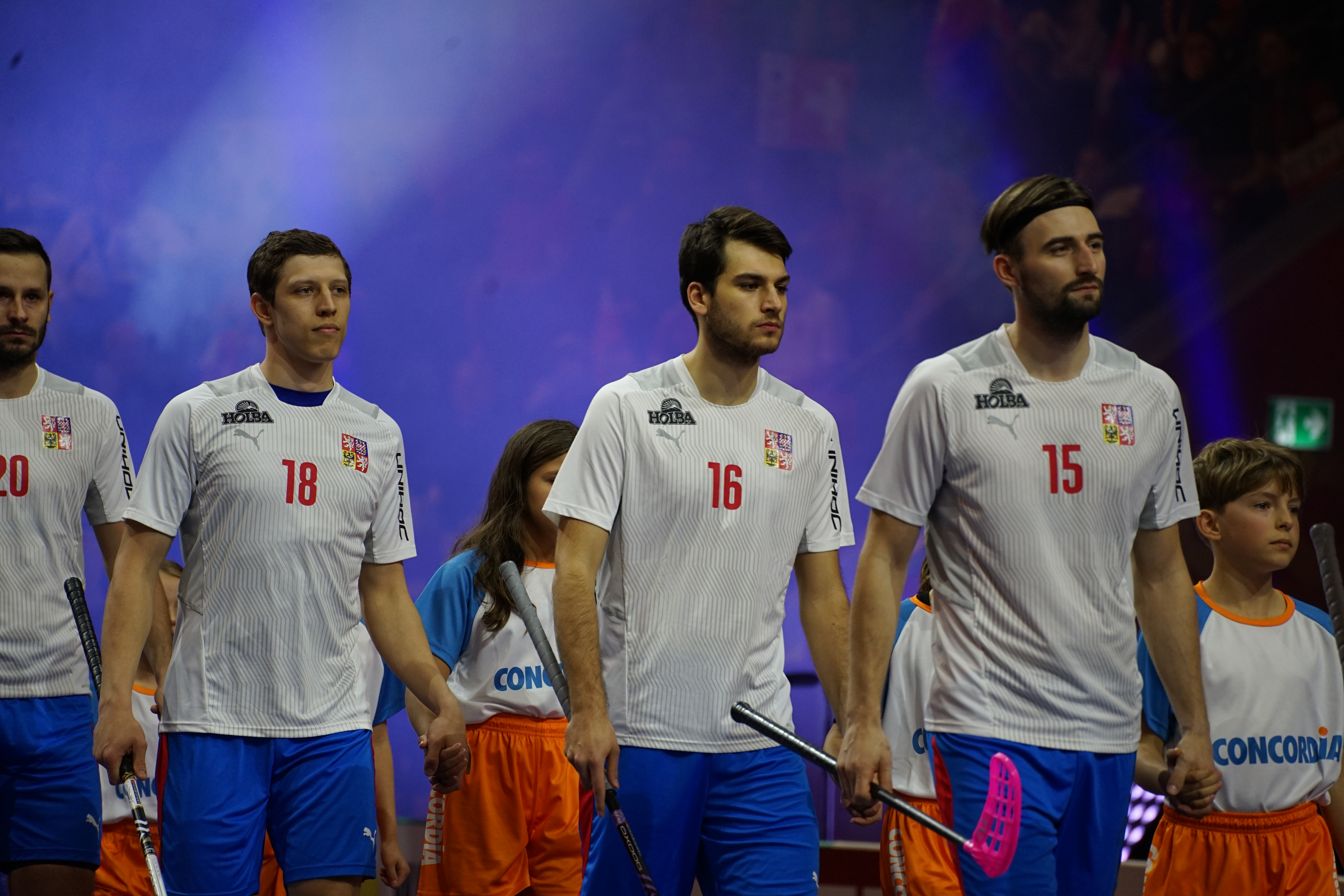
Jiří Besta (druhý zleva) nastupuje se spoluhráči do semifinále Mistrovství světa 2022 proti Švýcarsku
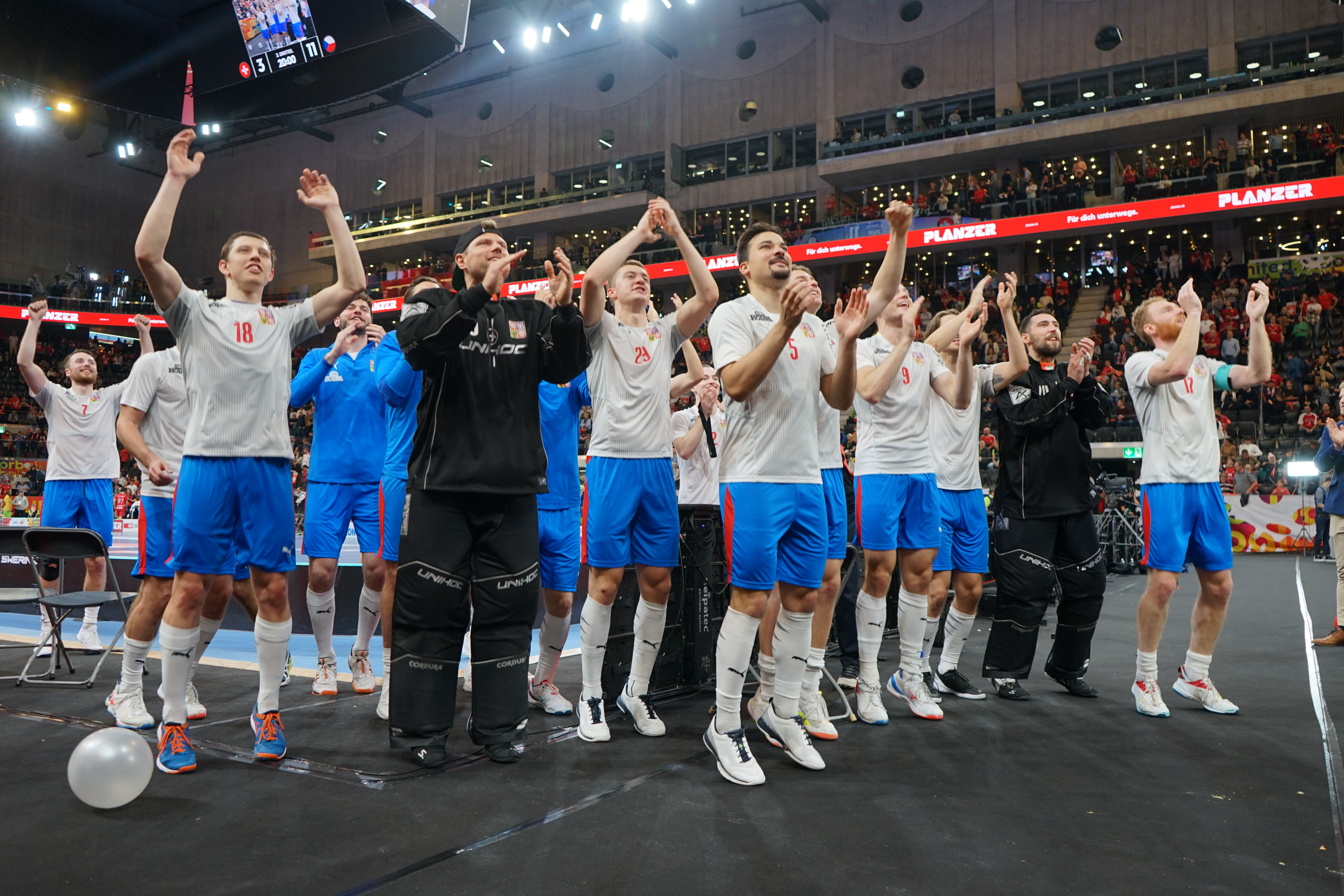
Jiří Besta (první zleva vepředu) slaví se spoluhráči vítězství v semifinále Mistrovství světa 2022 nad Švýcarskem
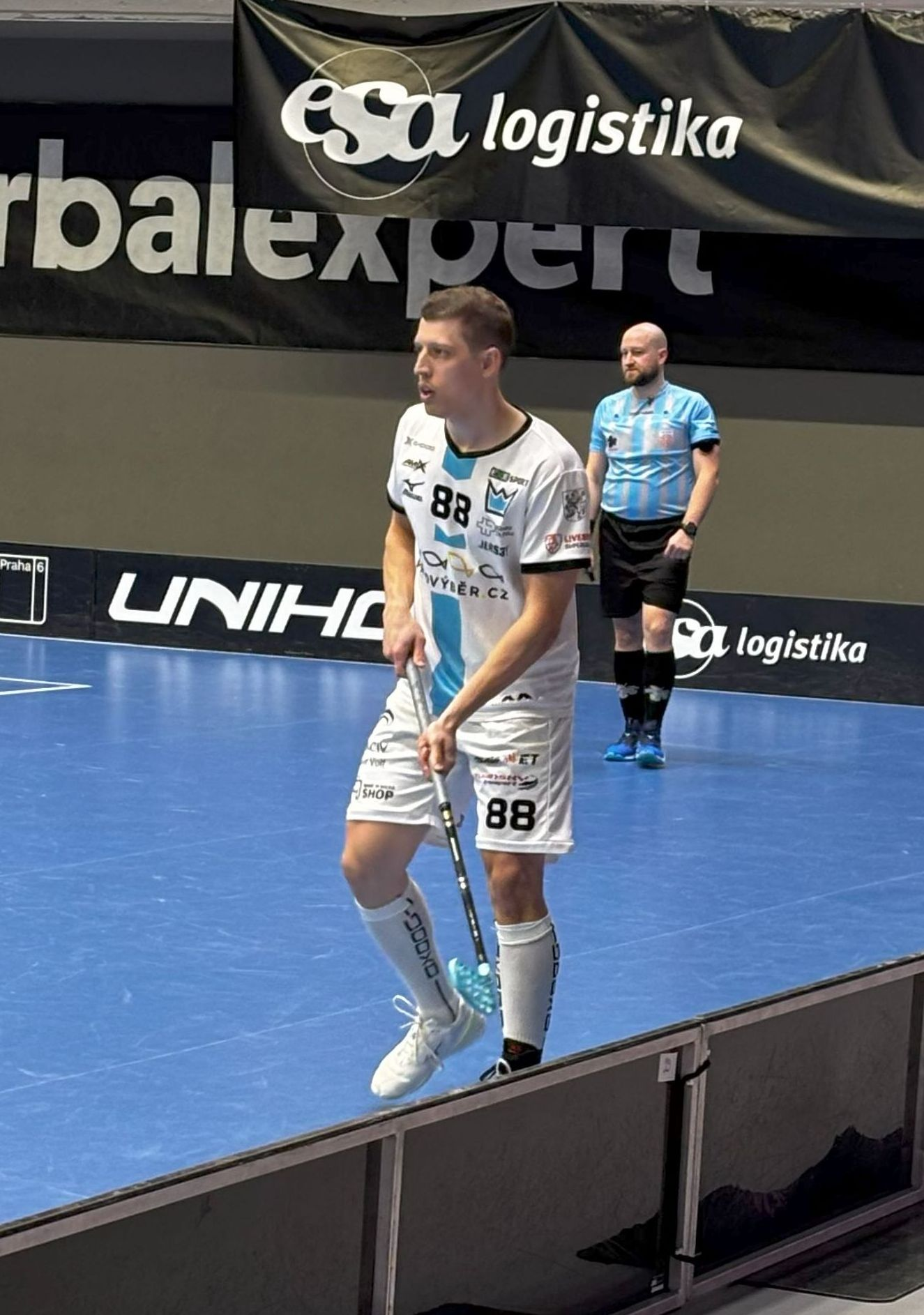
Jiří Besta hrající za Florbal MB v sezóně 2024/2025 v zápase proti Tatranu Střešovice